# Dean Klafurić
Dean Klafurić (Zagreb, 26. srpnja 1972.) hrvatski je nogometni trener. Trenutačno je trener Širokog Brijega.
U razdoblju između 2009. i 2012. bio je izbornikom hrvatske ženske nogometne momčadi.
Nakon ostavke na mjesto izbornika vodio je brojne momčadi mlađih uzrasta zagrebačkog Dinama. U jesen 2016. postaje pomoćnim trenerom saudijskog Al-Nassra u kojem ostaje jednu sezonu. Nakon kratke epizode s drugoligašem Goricom, prvo postaje pomoćnikom, a onda i trenerom varšavske Legie s kojom u sezoni 2017./18. osvaja poljsko prvenstvo i kup.
Dana 26. lipnja 2019. Klafurić preuzima klupu Hrvatskog dragovoljaca.

## Vanjske poveznice
- Dean Klafurić na transfermarkt.com